# Manuel Tellería Vicuña
Manuel Tellería Vicuña (Lima, Perú, 12 de marzo de 1789 - ib. 12 de febrero de 1839) fue un abogado, magistrado y político peruano. Fue vocal de la Corte Superior de Lima de 1825 a 1839. Diputado por Lima en 1827, presidió el Congreso Constituyente en 1828. Senador entre 1829 y 1833, presidió su Cámara en 1832. Integró también el Consejo de Estado. Por enfermedad del presidente Agustín Gamarra, y en su calidad de Presidente del Senado, asumió el Poder Ejecutivo como Encargado del Mando, de 27 de septiembre a 1 de noviembre de 1832. Acusado de estar involucrado en la revolución de Felipe Santiago Salaverry, fue desterrado, pero regresó en 1833 al ser elegido en ausencia diputado a la Convención Nacional (asamblea constituyente). Luego sirvió a la Confederación Perú-Boliviana. Fue delegado por el Estado Nor Peruano ante el congreso de Tacna en 1837 y fue nombrado vocal interino de la Corte Suprema en 1838. Pero caída la Confederación en 1839, regresó a su vocalía en la Corte Superior.

## Biografía
Hijo del español Ignacio de Tellería y Tapia y de Manuela de Vicuña y Reinoso.[cita requerida] Estudió en el Real Convictorio de San Carlos y se graduó de doctor en Jurisprudencia en la Universidad Mayor de San Marcos. Su firma aparece en la manifestación de reconocimiento que el cuerpo universitario envió al virrey José Fernando de Abascal al ser abolido el Tribunal de la Inquisición en 1813. También consta su firma en el acta de Declaración de la Independencia que los vecinos de Lima aprobaron en sesión de cabildo abierto el 15 de julio de 1821.
El 22 de marzo de 1822, ya bajo el Protectorado de San Martín, fue nombrado agente fiscal de la Alta Cámara de Justicia. Se le sindicó como uno de los promotores de las protestas populares que forzaron la renuncia y el destierro del ministro Bernardo Monteagudo, que se había ganado la impopularidad por sus abusos (29 de julio de 1822).
El 29 de agosto de 1825 fue nombrado vocal de la Corte Superior de Lima, y en tal calidad pasó a formar parte del Tribunal Militar de segunda instancia que juzgó al general Juan de Berindoaga y a José Terón, por sus supuestas confabulaciones con los realistas, y que los sentenció a muerte el 27 de febrero de 1826,  condena que se cumplió el 15 de abril en la Plaza de Armas de Lima.
Fue miembro del Congreso General Constituyente de 1827 por la provincia de Lima. Dicho congreso constituyente fue el que elaboró la segunda constitución política del país y fue presidido por Tellería de 4 de febrero a 2 de marzo de 1828. Al organizarse el Poder Legislativo según lo estipulado en la Constitución de 1828, pasó a ser senador de la República del Perú por el departamento de Lima en 1829 y 1832.
Fue también designado miembro del Consejo de Estado, cargo que ejerció de 1829 a 1832, junto a Nicolás de Araníbar, Juan Manuel Nocheto, Luciano María Cano, Andrés Reyes y Buitrón y José Braulio del Campo Redondo, entre otras personalidades civiles que colaboraron con el primer gobierno de Agustín Gamarra. Integró también una comisión nombrada para estudiar los proyectos de ley del Congreso, junto con Manuel Lorenzo de Vidaurre, Francisco Javier Mariátegui y Nicolás de Araníbar (1831).
Presidió la Cámara de Senadores en la legislatura de 1832 y por mandato constitucional se hizo cargo del Poder Ejecutivo de 27 de septiembre a 1 de noviembre de 1832, durante la licencia que se otorgó al presidente Gamarra por enfermedad del hígado. Pero implicado después en la conspiración atribuida al teniente coronel Felipe Santiago Salaverry, fue recluido en la Fortaleza del Real Felipe en el Callao el 16 de marzo de 1833 y embarcado luego en la goleta Peruviana, rumbo a Panamá, el 4 de mayo. En Guayaquil publicó ese mismo año Exposición que hace a los pueblos del Perú el presidente del Senado sobre los escandalosos sucesos de su Prisión y expatriación por el Ejecutivo en el mes de marzo de 1833.
En ausencia fue elegido diputado por Lima a la Convención Nacional (asamblea constituyente), y regresó el 6 de octubre para asumir su cargo. Con el pretexto de una cuarentena por la amenaza de la epidemia del cólera (que por entonces hacía estragos en las Antillas), se le impidió desembarcar y solo pudo hacerlo doce días después, el 18 de octubre de 1833. Incorporado a la Convención Nacional, fue de los que votaron por el general Luis José de Orbegoso para el cargo de presidente provisorio de la República. Durante la intentona golpista del general Pedro Pablo Bermúdez fue perseguido (1834).
Finalizada la guerra por el establecimiento de la Confederación Perú-Boliviana, retomó su carrera en la magistratura y, como representante del Estado Nor-Peruano, asistió al Congreso de Tacna de 1837, que elaboró las bases del pacto constitutivo de la Confederación Perú-Boliviana. El protector Andrés de Santa Cruz lo condecoró con el grado de oficial de la Legión de Honor y lo nombró vocal interino de la Corte Suprema de Justicia el 4 de noviembre de 1838, pero al quedar disuelta la confederación, volvió a su cargo en la Corte Superior. Falleció poco después, faltando solo un mes para que cumpliera cincuenta años de edad.